# Böhmfeld
Böhmfeld ist eine Gemeinde im oberbayerischen Landkreis Eichstätt und ein Mitglied der Verwaltungsgemeinschaft Eitensheim.

## Geografie
Die Gemeinde liegt in der Region Ingolstadt. Es gibt nur die Gemarkung und Gemeindeteil Böhmfeld.

## Nachbarorte und -gemeinden
|                        |                                             | Schelldorf (Kipfenberg) |
| Hofstetten (Hitzhofen) | Kompassrose, die auf Nachbargemeinden zeigt | Stammham                |
| Hitzhofen              | Lippertshofen (Gaimersheim)                 | Echenzell (Wettstetten) |

## Geschichte

### Bis zur Gemeindegründung
Bis 1803 war Böhmfeld ein Amt des Hochstiftes Eichstätt (die niedere Gerichtsbarkeit wurde durch den Eichstätter Mediaten Kloster St. Walburg ausgeübt), das ab 1500 im Fränkischen Reichskreis lag und im Reichsdeputationshauptschluss 1803 mit dem größten Teil des hochstiftischen Gebietes an Erzherzog Ferdinand von Toskana fiel. Seit den Friedensverträgen von Brünn und Preßburg 1805 gehört der Ort zu Bayern.

### Einwohnerentwicklung
Zwischen 1988 und 2018 wuchs die Gemeinde von 1070 auf 1665 um 595 Einwohner bzw. um 55,6 %.
- 1970: 0815 Einwohner
- 1987: 1086 Einwohner
- 1991: 1193 Einwohner
- 1995: 1386 Einwohner
- 2000: 1555 Einwohner
- 2005: 1652 Einwohner
- 2010: 1622 Einwohner
- 2015: 1644 Einwohner
- 2019: 1781 Einwohner

## Politik

### Gemeinderat
Der Gemeinderat besteht aus dem Ersten Bürgermeister und zwölf weiteren Gemeinderatsmitgliedern. Seit dem 1. Mai 2020 verteilen sich die 12 Sitze der Gemeinderatsmitglieder wie folgt:
- CSU/UW: 6 Sitze
- SPD/FW: 6 Sitze

(Stand: Gemeinderatswahl vom 15. März 2020)

### Bürgermeister
Jürgen Nadler (parteilos) ist seit dem 1. Mai 2020 Erster Bürgermeister. Dessen Vorgänger Alfred Ostermeier (SPD) wurde nach 36 Jahren im Amt mit dem Ehrentitel Altbürgermeister geehrt.

### Wappen

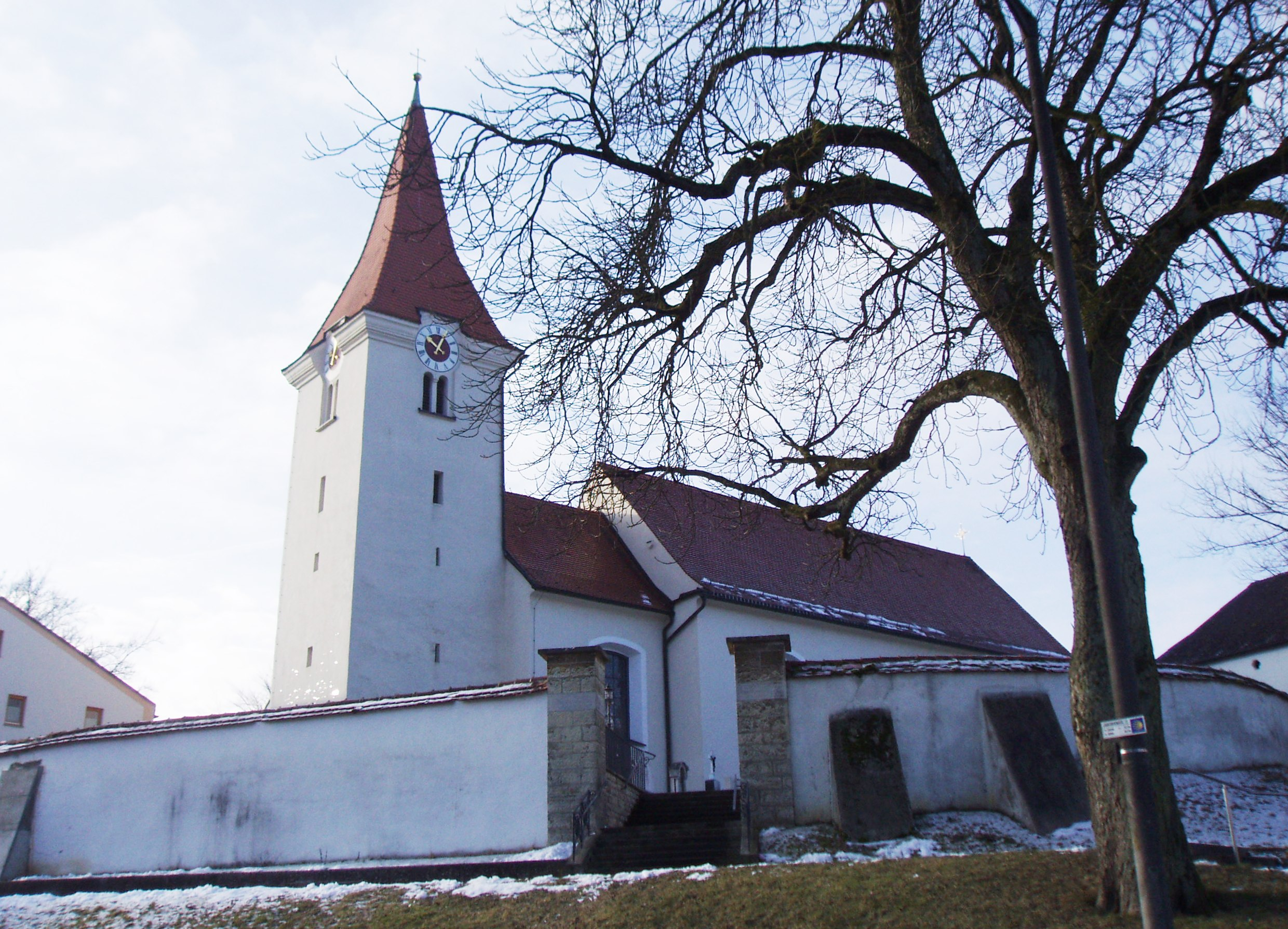
Die kath. Pfarrkirche von Böhmfeld

Madonna in der Pfarrkirche

| | Blasonierung: „Gespalten von Silber und Rot, vorne über erhöhtem grünen Dreiberg, der mit einer silbernen Wellenspitze belegt ist, die rote Krümme eines Äbtissinnenstabs, hinten die wachsende goldene Bonifatiussäule.“ |
| Wappenbegründung: Der Dreiberg mit der Wellenspitze weist auf die geografischen Gegebenheiten des Gemeindegebiets hin, insbesondere auf den Reisberg und die von dort ausgehende Wasserversorgung. Die Bonifatiussäule im hinteren Feld symbolisiert in Verbindung mit dem Quellensymbol die Gründung Böhmfelds, die mit dem örtlichen Kirchenpatron, dem heiligen Bonifatius, und einer Quelle in Verbindung gebracht wird. Um das Wissen um diese Zusammenhänge wachzuhalten, wurde im 17. Jahrhundert eine Bonifatiussäule errichtet. Die Krümme des Äbtissinnenstabs erinnert an die wichtige historische Rolle der Benediktinerinnenabtei St. Walburg in Eichstätt, die schon 1035 Güter in Böhmfeld besaß. Das Kloster erwarb 1479 das Schlossgut Böhmfeld und hatte bis zur Säkularisation 1803 die Dorf- und Gemeindeherrschaft inne. Die Farben Rot und Gold sind aus dem Klosterwappen übernommen. Wappenführung seit 1983. | |

## Baudenkmäler
- Kath. Pfarrkirche St. Bonifatius, im 11. Jahrhundert erbaut und von Bischof Gundekar II. geweiht; von ihr noch das Untergeschoss des Chorturms; 1596 Kirchenerweiterung und Turmaufstockung; 1792–1793 Kirchenneubau, barocke Ausstattung; Rokoko-Hauptaltar von 1756, 1804 aus der säkularisierten Kaisheimer Kapelle in Ingolstadt nach Böhmfeld verbracht, Altarbild mit dem heiligen Bernhard und Maria vom Ingolstädter Rokokokünstler Johann Evangelist Hölzl.

## Wirtschaft und Infrastruktur

### Wirtschaft einschließlich Land- und Forstwirtschaft
Die Gemeindesteuereinnahmen betrugen im Jahr 2020 umgerechnet 1.762 T€, davon waren umgerechnet 126 T€ (netto) Gewerbesteuereinnahmen.
Im Jahr 2020 gab es nach der amtlichen Statistik im produzierenden Gewerbe keine und im Bereich Handel und Verkehr 20 sozialversicherungspflichtig Beschäftigten am Arbeitsort. In sonstigen Wirtschaftsbereichen waren am Arbeitsort keine Personen sozialversicherungspflichtig beschäftigt. Sozialversicherungspflichtig Beschäftigte am Wohnort gab es insgesamt 665. Im verarbeitenden Gewerbe gab es einen Betrieb, im Bauhauptgewerbe einen Betrieb. Zudem bestanden im Jahr 2016 12 landwirtschaftliche Betriebe mit einer landwirtschaftlich genutzten Fläche von 469 ha, davon waren 414 ha Ackerfläche.

### Bildung
Im Jahre 2016 gab es folgende Einrichtungen:
- Kindergarten für 75 Kindergartenplätze mit 69 Kindern
- Grundschule
- Kinderkrippe

### „Helfer vor Ort“ Böhmfeld
Die örtliche Rotkreuz-Bereitschaft Böhmfeld des Bayerischen Roten Kreuzes unterhält seit 1995 ein sogenanntes Helfer-vor-Ort-System, das bei medizinischen Notfällen im Ort und den umliegenden Nachbarortschaften zum Einsatz kommt. Dabei werden bei Bedarf rund um die Uhr über die Rettungsleitstelle Ingolstadt ehrenamtliche BRK-Rettungskräfte über BOS-Funkmeldeempfänger alarmiert, die mit ihrem Einsatzfahrzeug innerhalb weniger Minuten vor Ort kommen und somit die Eintreffzeit des Rettungsdienstes verkürzen. Die Helfer können direkt von den Bürgern kontaktiert werden.

## Persönlichkeiten

### Geboren
- Johann Grad (1941–2013), Bauingenieur
- Herbert Zanker (* 1963), Fußballtrainer und Kommunalpolitiker

### In Verbindung mit dem Ort
- Johann Baptist Prechtl (1813–1904), Priester und Autor
- Markus Husterer (1983), Fußballspieler